# Överudssjön
Överudssjön är en sjö i Grums kommun i Värmland och ingår i Göta älvs huvudavrinningsområde. Sjön är 7,5 meter djup, har en yta på 2,24 kvadratkilometer och befinner sig 57,1 meter över havet. Vid provfiske har en stor mängd fiskarter fångats, bland annat abborre, björkna, braxen och faren.

## Delavrinningsområde
Överudssjön ingår i det delavrinningsområde (659070-134070) som SMHI kallar för Utloppet av Överudssjön. Medelhöjden är 78 meter över havet och ytan är 15,87 kvadratkilometer. Det finns inga avrinningsområden uppströms utan avrinningsområdet är högsta punkten. Vattendraget som avvattnar avrinningsområdet har biflödesordning 4, vilket innebär att vattnet flödar genom totalt 4 vattendrag innan det når havet efter 276 kilometer. Avrinningsområdet består mestadels av skog (66 procent). Avrinningsområdet har 2,29 kvadratkilometer vattenytor vilket ger det en sjöprocent på 14,4 procent.

## Fisk
Vid provfiske har följande fisk fångats i sjön:
- Abborre
- Björkna
- Braxen
- Faren
- Gärs
- Gädda
- Gös
- Löja
- Mört
- Ruda
- Sarv